# Juan Zambudio Velasco

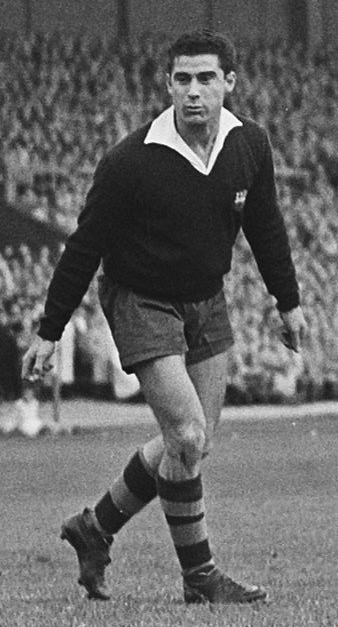
Juan Zambudio Velasco

Juan Zambudio Velasco (La Alquería, 14 november 1922 – Barcelona, 21 januari 2004) was een Spaans voetballer. Hij speelde als doelman.
Velasco begon als voetballer in 1941 bij Mollet. Hij speelde van 1943 tot 1954 voor FC Barcelona. Met Barça won de doelman vijfmaal de Spaanse landstitel (1945, 1948, 1949, 1952, 1953), drie Copas de España (1951, 1952) en twee Copas Latina (1949, 1952). Hij ontving in het seizoen 1947/1948 de Trofeo Zamora voor minst gepasseerde doelman in de Primera División. Na een blessure verloor Velasco zijn positie als vaste doelman aan Antoni Ramallets. In 1954 vertrok hij naar CE Sabadell, waar Velasco een jaar later zijn loopbaan als voetballer afsloot.